# Síndrome de Cowden
A Síndrome de Cowden é uma desordem herdada caracterizada por crescimentos de tumores iguais múltiplos chamados hamartomas. Quase todo o mundo com esta condição tem hamartomas. Estes pequenos e não-cancerígenos tumores, são achados comumente na pele e membranas mucosas (como na boca e nariz), mas também pode acontecer na área intestinal e outras partes do corpo. Pessoas com síndrome de Cowden têm um risco aumentado de desenvolver vários tipos de câncer, inclusive cânceres de mama, tiróide e útero. Mulheres com síndrome de Cowden têm até um 25-50% risco vitalício de câncer de mama em desenvolvimento. (Robbins & Cotran (2004). Base Patológica da Doença, 7ª Edição. Elsevier, 1134. ) Tumores de mama não-cancerígenos e doenças na tireóide também são comuns. Outros sinais e sintomas da síndrome de Cowden podem incluir cabeça aumentada, um tumor cerebral não-cancerígeno raro chamado Doença de Lhermitte-Duclos e retardamento mental.